# Mazaricos
Mazaricos – gmina w Hiszpanii, w prowincji A Coruña, w Galicji, o powierzchni 187,3 km². W 2011 roku gmina liczyła 4533 mieszkańców.